# Suviekas
Suviekas è un centro abitato del distretto di Zarasai della contea di Utena, nel nord-est della Lituania al confine con la Lettonia. Secondo un censimento del 2011, la popolazione ammonta a 236 abitanti.
Costituisce il centro principale dell'omonima seniūnija.

## Storia
Nel XV secolo, Suviekas è menzionato in atti ufficiali come grande insediamento (nel 1533). Durante la Grande guerra del Nord, Suviekas fu completamente distrutta. Gli eventi storici dei secoli successivi lo videro entrare a far parte dell'Impero russo e divenne parte del Governatorato di Kovno. 
Nel 1915, l'esercito dell'Impero tedesco si stabilì in città e il quartier generale si venne a creare nel maniero. Durante la prima guerra mondiale, la parrocchia divenne il centro di Suviekas. 
Nel 1949, si costituì un kolchoz ed entrò a farne parte anche Suviekas: divenne poi centro di fusione di diverse fattorie collettive. L'insediamento è sorto nella sua posizione attuale soltanto nel 1968, a seguito della fusione nello stesso anno in data 23 ottobre di Suviekas I e Suviekas II.

## Galleria d’immagini

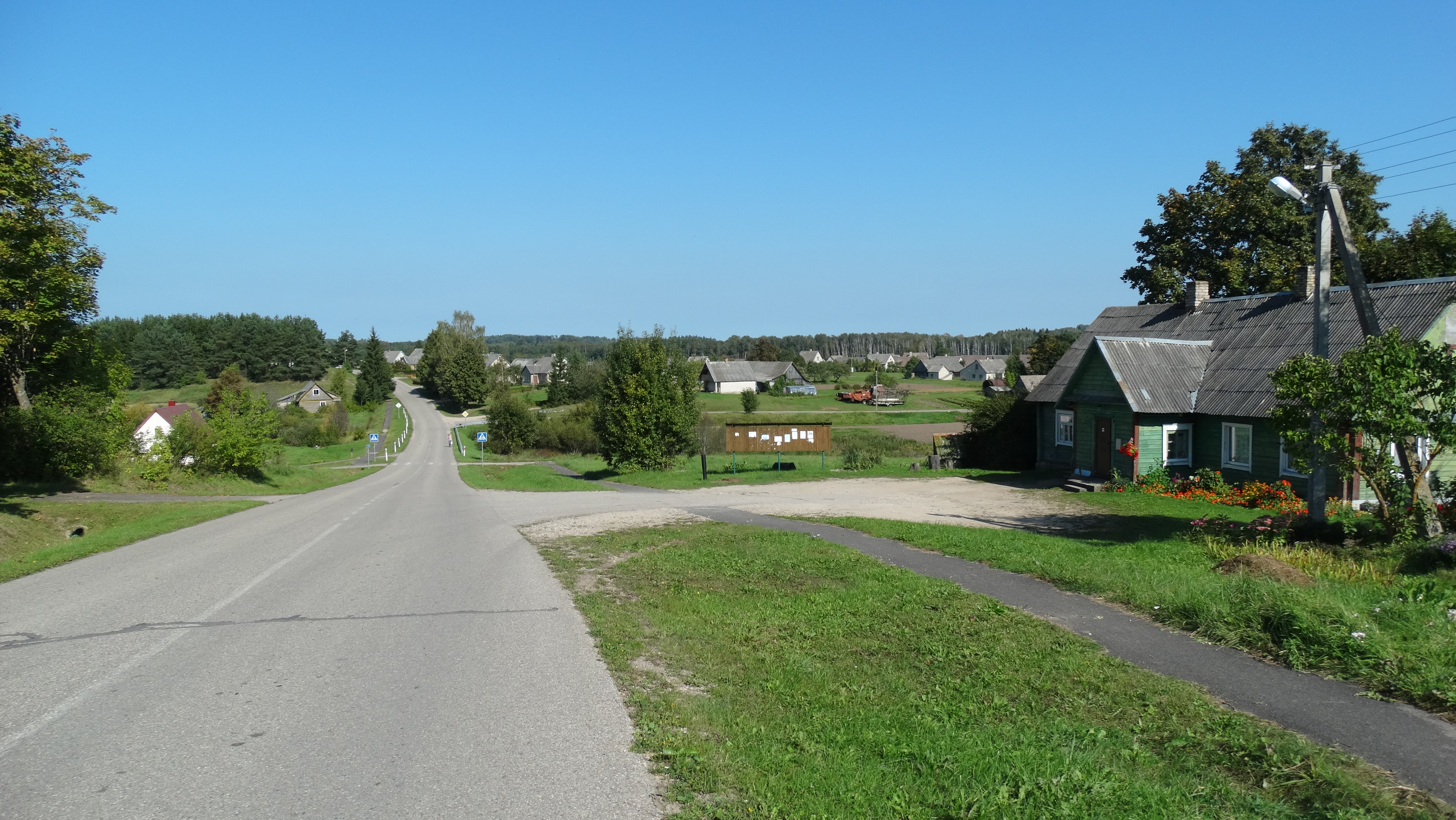
Strada cittadina
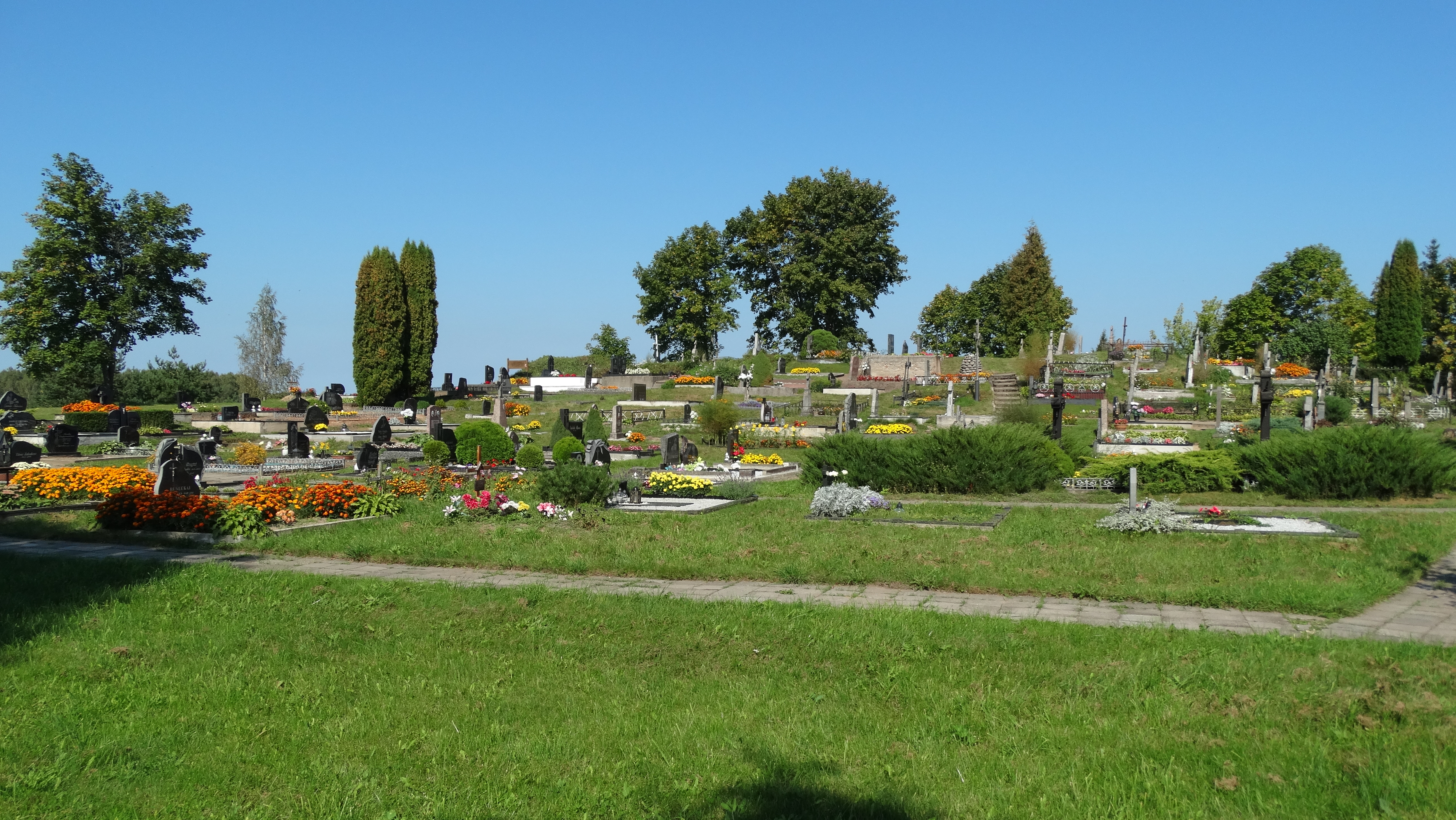
Cimitero
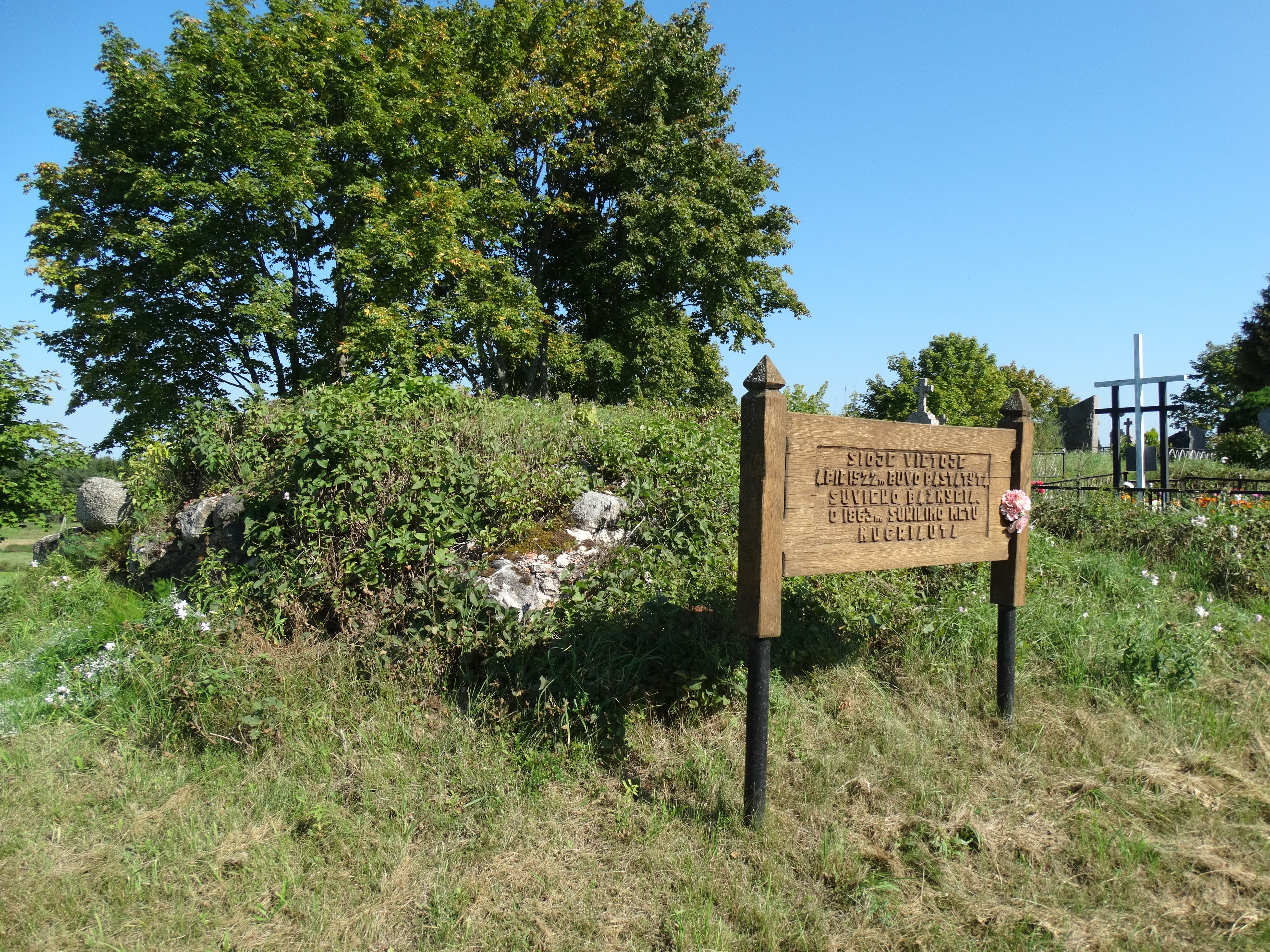
Cartello commemorativo presso la posizione della vecchia chiesa
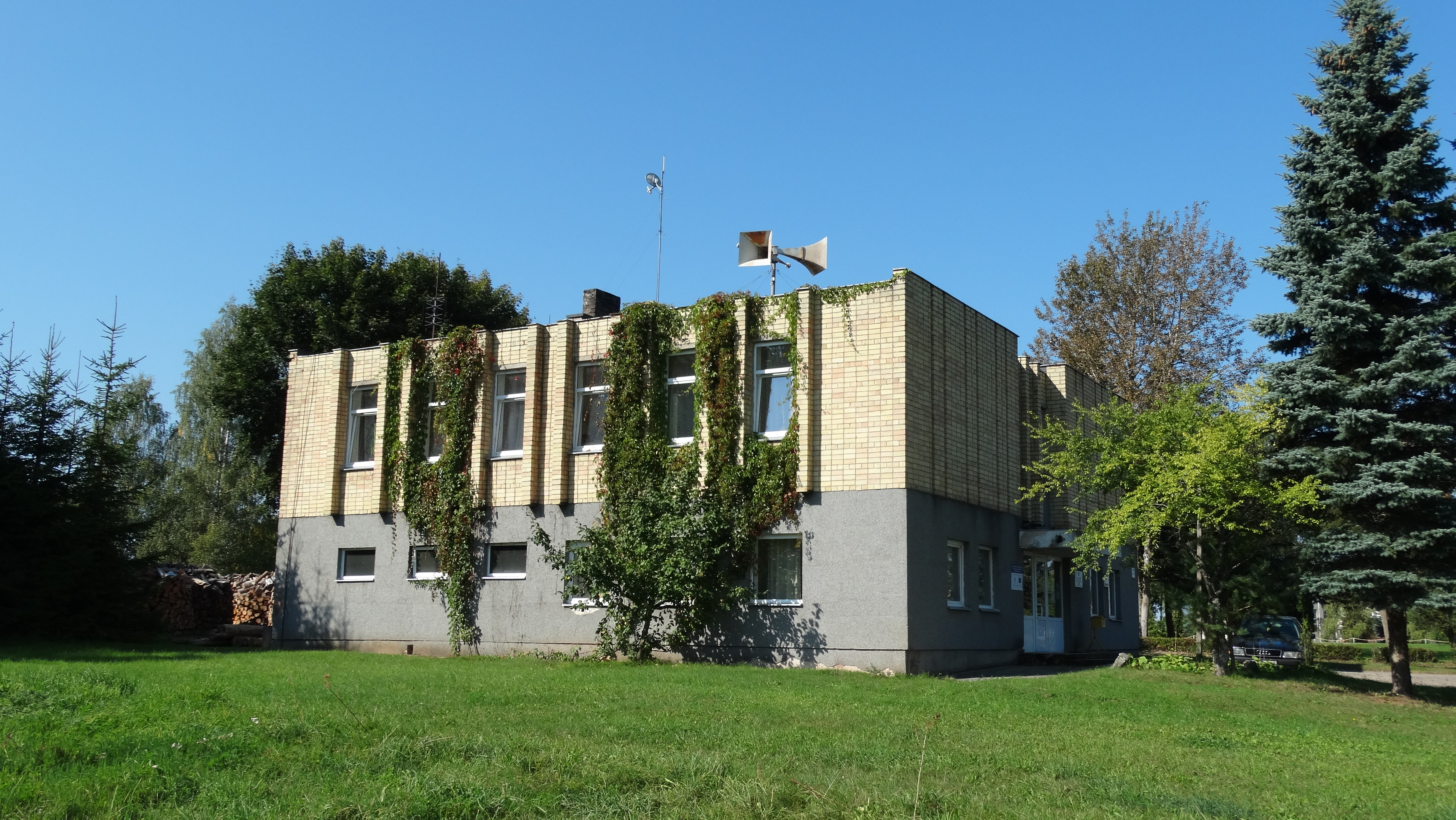
Sede della seniūnija
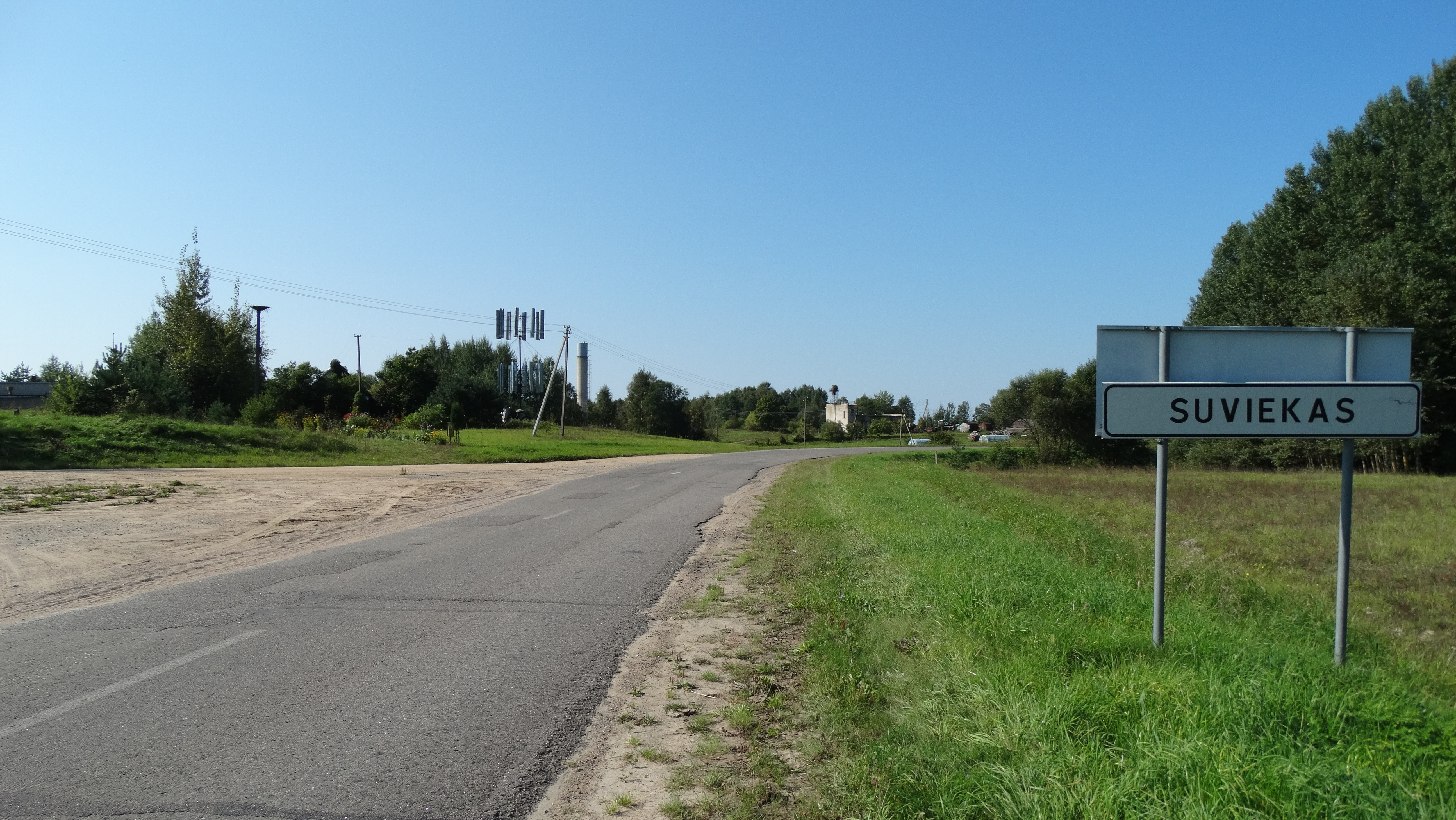
Cartello d’ingresso sulla strada statale